# Prosijecanje
Prosijecanje je postupak velikoserijske proizvodnje izradaka od lima, kartona i slično njihovim istiskivanjem iz materijala. Izvodi se s pomoću preše s dvodijelnim alatom koji čini matrica, to jest nepomična čelična ploča s otvorom oblika izratka, i žig ili patrica, to jest pokretni dio oblika rupe u matrici. Žig se utiskuje u materijal položen na matricu, plastično ga deformira i utiskuje u otvor u matrici, povećavajući smično naprezanje do trenutka loma. Slijedi istiskivanje izratka iz materijala kroz otvor u matrici; otpadni dio koji je ostao na matrici zbog elastičnoga se naprezanja stegne oko žiga te se pri povratku žiga skida skidalima. 
Prosijecanje je jedan od osnovnih postupaka štancanja uz razaranje materijala, među koje još pripadaju probijanje, kod kojega je materijal koji ostaje na žigu izradak, a otpadak propada kroz otvor u matrici, te zarezivanje i obrezivanje, zasnovani na sličnom postupku. Iako je priprema proizvodnje dugotrajna i skupa, prosijecanje je jedan od najjeftinijih načina izradbe jer se njime može proizvesti mnogo proizvoda u kratko vrijeme, a stroj može posluživati i priučeni radnik.

## Štancanje
Štancanje je vrsta strojne obrade metala bez odvajanja čestica postupcima rezanja ili trajne deformacije. Štance su alati koji na preši razdvajaju, preoblikuju ili spajaju materijal. Podjela štanci prema namjeni: za izrezivanje, probijanje, savijanje, vučenje, zakivanje.